# 阿勒默厄湖

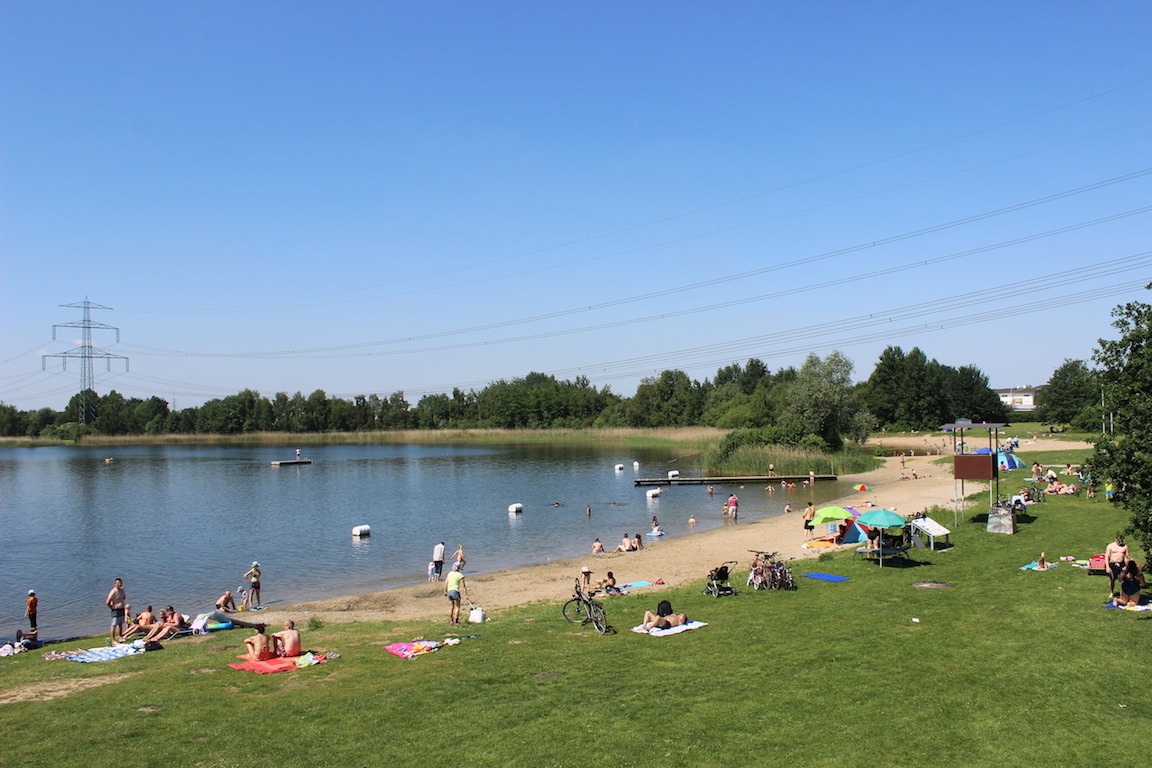

53°28′49″N 10°9′45″E / 53.48028°N 10.16250°E
阿勒默厄湖（德語：Allermöher See），是德國的湖泊，位於該國首都柏林，由貝格多夫區行政區負責管轄，處於漢堡附近，始建於1984年，長0.5公里，海拔高度530米。